# Гран-при Квебека 2011
2-й выпуск Гран-при Квебека — шоссейной однодневной велогонки по дорогам канадского города Квебек прошедшая 9 сентября 2011 года в рамках Мирового тура UCI 2011. Пятую победу в рамках турнира одержал бельгиец Филипп Жильбер.
Накануне гонки прошли новые показательные соревнования Sprint Pro Challenge: каждая из команд выставила по одному гонщику для трёхкилометрового заезда против двух соперников. По двое лучших из каждого заезда выходили сначала в четвертьфиналы по 4 человека, затем в полуфиналы и финал. Победу одержал Микаэль Морков из «Saxo Bank-Sungard».

## Участники
К гонке были допущены по 8 спортсменов из 22 команд. Кроме 18 команд ProTeam приглашения получили французские «Cofidis, le Crédit en Ligne», «FDJ» и «Team Europcar», а также местная «SpiderTech-C10».
| UCI ProTeams (18)- Ag2r La Mondiale - Astana - BMC Racing Team - Euskaltel-Euskadi - Garmin-Cervélo - HTC-Highroad - Katusha - Lampre-ISD - Leopard-Trek - Liquigas-Cannondale - Movistar Team - Omega Pharma-Lotto - Quick Step Cycling Team - Rabobank - Team RadioShack - Saxo Bank-Sungard - Sky ProCycling - Vacansoleil-DCM UCI Professional Continental Teams (4)- Team Europcar - FDJ - Cofidis, le Crédit en Ligne - SpiderTech-C10 |
| |

## Маршрут
Дистанция состояла из 16 кругов вместо 15 годом ранее длиной 12,6 км каждый. Маршрут, пролегавший в Старом Квебеке включал четыре премиальных подъёма на которых разыгрывалась горная классификация гонки. Он хорошо подходил для горняков и панчеров, так как финиш гонки совпадал с вершиной последнего подъёма со средним градиентом 4%. После старта и первых четырёх километров гонщиков ждал технический спуск с Côte Gilmour протяжённостью около километра с градиентом более 10% и двумя левыми поворотами на 90 градусов каждый. После этого трасса шла по бульвару Шамплейн вдоль реки Святого Лаврентия где предстояло преодолеть 4 км по равнине подверженных ветру. После этого начинались категорийные подъёмы. Общий вертикальный подъём за гонку составил 2976 метров (186 м на круг).
| № | Название                       | Км от старта | Протяжённость (м) | Средний % |
| - | ------------------------------ | ------------ | ----------------- | --------- |
| 1 | côte de la Montagne            | 9            | 375               | 10%       |
|   | с участком                     |              | 165               | 13%       |
| 2 | côte de la Potasse             | 10           | 420               | 7%        |
| 3 | côte de la Fabrique            | 11           | 190               | 9%        |
| 4 | montée vers la ligne d'arrivée | 11           | 1000              | 4%        |

## Ход гонки

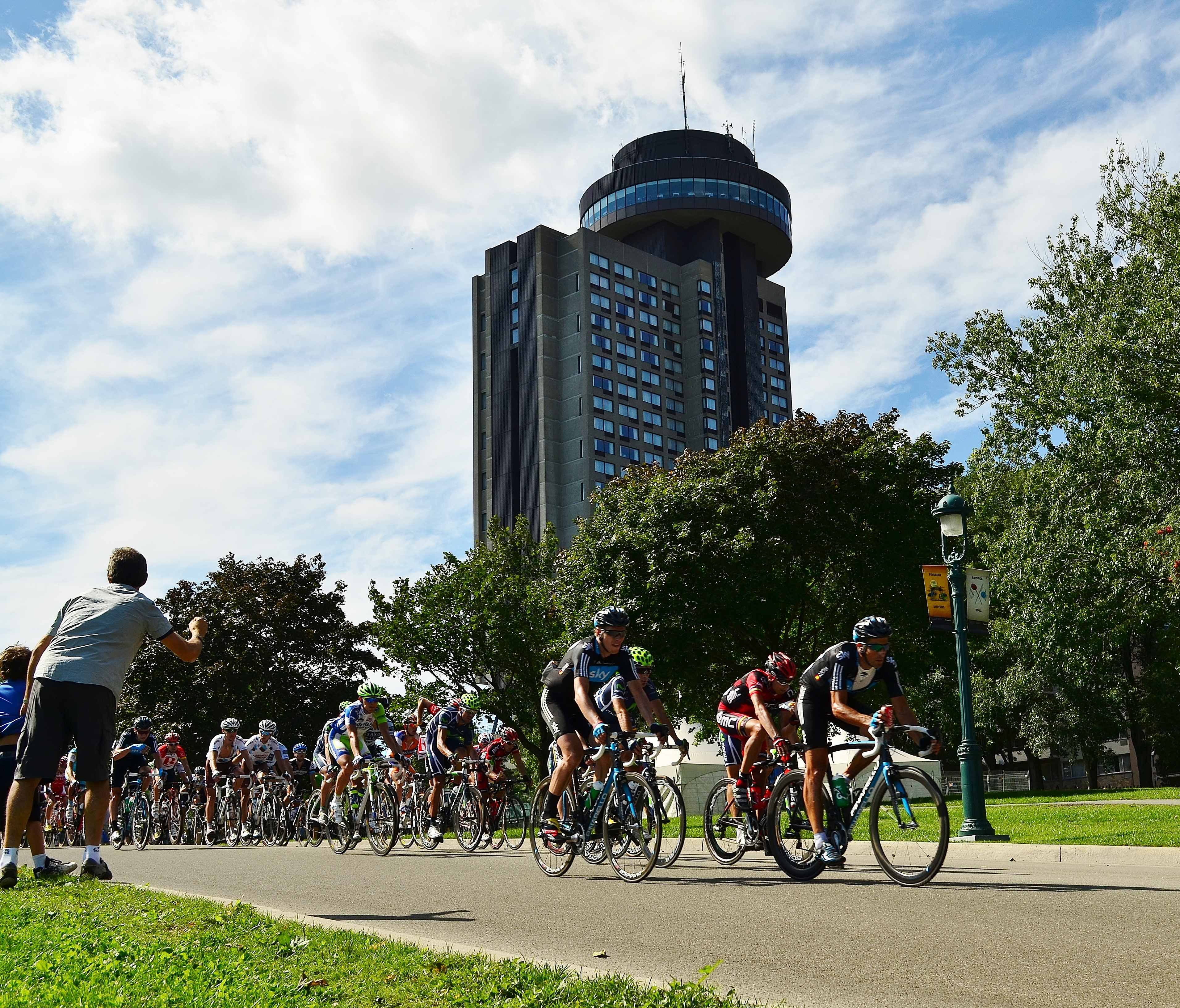
Гонщики на фоне отеля «Конкорд»

Главные подъёмы находились в конце круга, затяжной финальный начинался за 2,5 километра до финиша. Именно там на предпоследнем круге пошёл в атаку из пелотона фаворит однодневок второй половины сезона 2011 Филипп Жильбер. В погоне за ним сформировалась группа из 9 гонщиков, на середине последнего круга они догнали бельгийца; эта десятка и разыграла призы. На бугре за 3,5 километра до финиша сильную смену выдал Роберт Гесинк, группа смогла собраться лишь на спуске. Сразу с началом финального подъёма атаковал и окончательно развалил группу Жильбер, уставший от протяга Гесинк смог включиться только через километр. Абсолютный чемпион Бельгии работал рывками, и несколько раз нидерландец приближался к нему вплотную, однако Жильбер верно распределил силы и в итоге на секунду опередил соперника. Разочарованный Гесинк променял прошлогоднее третье место на второе, за ним финишировал Ригоберто Уран. Победа позволила Жильберу вернуться на вершину рейтинга Мирового Тура.

## Результаты
| \| Генеральная классификация \| Генеральная классификация \| Генеральная классификация \| Генеральная классификация \| Генеральная классификация \| \| Гонщик \| Гонщик \| Команда \| Время \| \| \| ------------------------- \| ------------------------- \| ------------------------- \| ------------------------- \| ------------------------- \| \| 1-й \| Филипп Жильбер \| Omega Pharma-Lotto \| 5ч 03' 08 \| \| \| 2-й \| Роберт Гесинк \| Rabobank \| + 0 \| \| \| 3-й \| Ригоберто Уран \| Team Sky \| + 9 \| \| \| 4-й \| Фабиан Вегман \| Leopard-Trek \| + 14 \| \| \| 5-й \| Леви Лайфаймер \| Team RadioShack \| + 15 \| \| \| 6-й \| Бьёрн Лёкеманс \| Vacansoleil-DCM \| + 23 \| \| \| 7-й \| Симоне Понци \| Liquigas-Cannondale \| + 23 \| \| \| 8-й \| Марко Маркато \| Vacansoleil-DCM \| + 25 \| \| \| 9-й \| Геральд Циолек \| Quick Step \| + 30 \| \| \| 10-й \| Саймон Кларк \| Astana \| + 47 \| \| |                |                     |           |
| |                |                     |           |
| Источник: ProCyclingStats |                |                     |           |
| Генеральная классификация |                |                     |           |
| Гонщик | Гонщик         | Команда             | Время     |
| 1-й | Филипп Жильбер | Omega Pharma-Lotto  | 5ч 03' 08 |
| 2-й | Роберт Гесинк  | Rabobank            | + 0       |
| 3-й | Ригоберто Уран | Team Sky            | + 9       |
| 4-й | Фабиан Вегман  | Leopard-Trek        | + 14      |
| 5-й | Леви Лайфаймер | Team RadioShack     | + 15      |
| 6-й | Бьёрн Лёкеманс | Vacansoleil-DCM     | + 23      |
| 7-й | Симоне Понци   | Liquigas-Cannondale | + 23      |
| 8-й | Марко Маркато  | Vacansoleil-DCM     | + 25      |
| 9-й | Геральд Циолек | Quick Step          | + 30      |
| 10-й | Саймон Кларк   | Astana              | + 47      |